# Bill Conti
William Conti (* 13. dubna 1942 Providence) je americký hudební skladatel a dirigent. Proslavil se zejména hudbou k filmové sérii Rocky a tím, že již devatenáct ročníků byl hudebním ředitelem při udílení ceny Oscara.

## Mládí
Hudbě se věnuje od sedmi let, kdy se začal učit hrát na klavír. V 60. letech se s rodinou přestěhoval do Miami na Floridě. Zde v roce 1957 založil skupinu, se kterou hrál na tanečních zábavách středních škol. Byl také členem středoškolské hudební skupiny a symfonického orchestru. Získal stipendium na Louisiana State University, kde se specializoval na kompozici a hraní jazzu na piano. V té době poznal svou budoucí ženu Shelby, která byla členkou baletního sboru a sólistkou v moderní taneční skupině. Po ukončení studia byl přijat na Juilliard School of Music v New Yorku.

## Kariéra
V roce 1969 složil svou první filmovou hudbu pro film Candidate for a Killing. V roce 1971 se na Benátském filmovém festivalu setkal s režisérem Paulem Mazurskym. Toto setkání mělo velký význam pro jeho další tvorbu. Roku 1973 složil hudbu k jeho snímku Zamilovaný advokát, díky jemuž se dostal do povědomí ostatních. Záhy napsal hudbu k dalšímu Mazurského filmu Harry a Tonto (1974).

## Tvorba
Proslavil se zejména hudbou k filmové sérii Rocky (Rocky (1976), Rocky II (1979), Rocky III (1982), Rocky V (1990) a Rocky Balboa (2006)), k sérii Karate Kid (Karate Kid (1984), Karate Kid II (1986), Karate Kid III (1989) a Nový Karate Kid (1994)) a svojí spoluprací s režisérem Johnem G. Avildsenem.
Za hudbu k snímku Správná posádka (1983) získal Oscara.
Mezi jeho další práce patří hudba k filmům P.Ě.S.T. (1978), Cesta k ráji (1978), Záhadný vzorec (1980), Vojín Benjaminová (1980), Vítězství (1981), Jen pro tvé oči (1981), Tmavohnědá kopie (1981), Zlí hoši (1983), Nevěrně tvá (1984), Smrtící triky (1986), Kočovníci smrti (1986), Vysíláme zprávy (1987), Modlitba za umírající (1987), Baby Boom (1987), Vládci vesmíru (1987), Hořící kříže (1988), Magická hlubina (1988) (Conti předělal pro americkou verzi snímku soundtrack Erica Serri), Kriminál (1989), Hitman (1989), Tajemství meče (1991), Rok zbraní (1991), Dobrodružství Hucka Finna (1993), Agent WC 40 (1996), Utopenec na útěku (1998), Aféra Thomase Crowna (1999), Inferno (1999) či Ve jménu Angela (2002).

## Ocenění a nominace
Získal Cenu akademie za nejlepší hudbu k filmu Správná posádka (1984), kromě toho byl na tuto cenu ještě dvakrát nominován. Jednou v kategorii Za nejlepší originální píseň k filmu Rocky a podruhé za titulní píseň k filmu Jen pro tvé oči. Kromě toho byl třikrát nominovaný na cenu Zlatý glóbus. Dvakrát Za nejlepší hudbu k filmům Rocky a Rozvedená žena, a jednou Za nejlepší filmovou píseň k filmu Jen pro tvé oči.
Dále získal třináct nominací na Cenu Emmy z toho třikrát tuto cenu získal za vynikající hudební dirigování 64. 70. a 75. ročníku udílení Oscarů. Dne 22. dubna 2008 v LSU Union Theatre na Louisianské státní univerzitě, byl uveden do Louisianské hudební síně slávy.